# Upper Lachlan Shire
Upper Lachlan Shire är en kommun i Australien. Den ligger i delstaten New South Wales, i den sydöstra delen av landet, omkring 170 kilometer väster om delstatshuvudstaden Sydney. Antalet invånare var 7 695 vid folkräkningen 2016. Arean är 7 128 kvadratkilometer.
Följande samhällen finns i Upper Lachlan Shire:
- Crookwell
- Gunning
- Grabben Gullen
- Collector
- Laggan
- Chatsbury
- Narrawa
- Oolong
- Bigga
- Biala
- Binda
- Gurrundah
- Fullerton